# Абуталипов, Чапай Муталлапович
Чапай Муталлапович Абуталипов (каз. Чапай Мүтәлләпұлы Әбутәліпов; 4 декабря 1939, с. Кызыл-Сая, Кокчетавская область, Казахская ССР, СССР — 6 января 2016, Кокшетау, Казахстан) — советский и казахстанский инженер, государственный деятель, председатель Кокчетавского областного Совета народных депутатов (1990—1993).

## Биография
Родился 4 декабря 1939 в селе Кызыл-Сая Кокчетавской области Казахской ССР (ныне село в составе Зерендинского района Акмолинской области Казахстана).

### Образование
Окончил Казахский сельскохозяйственный институт (1963) и Алматинскую высшую партийную школу (1979).

### Трудовая деятельность
Трудовую деятельность начал в 1963 году старшим инженером Кокчетавского областного объединения «Казахсельхозтехника», механиком отделения, главным инженером, директором совхоза в Кокчетавской области.
- 1975—1980 гг. — начальник райсельхозуправления в Кокчетавской области.
- 1980—1985 гг. — первый заместитель начальника Кокчетавского облсельхозуправления.
- 1985—1987 гг. — первый секретарь Энбекшильдерского райкома КП Казахстана.
- 1987—1990 гг. — секретарь Целиноградского обкома КП Казахстана.
- 1990—1991 гг. — первый секретарь Кокчетавского обкома КП Казахстана.
- 1990—1993 гг. — одновременно председатель Кокчетавского областного Совета народных депутатов.

В 1994—1997 гг. — председатель Кокшетауского объединения «Агропромэнерго».
С 1997 года до выхода на пенсию в 2001 году трудился в должности заместителя председателя Кокшетауского областного совета ветеранов. С 2001 года работал в должности председателя Акмолинского областного совета ветеранов.
Являлся членом президиума Центрального совета ветеранов Казахстана, членом экспертной группы при комитете Мажилиса парламента Казахстана, членом политсовета областного филиала партии «Нур Отан» и членом Ассамблеи народа Казахстана.

## Награды
- Награждён двумя орденами Трудового Красного Знамени и «Құрмет», многими медалями.
- Почётный гражданин Акмолинской области (2013)
- Награждён Благодарственным письмом Первого Президента Республики Казахстан.
- Награждён Почётной грамотой Верховного Совета Казахской ССР.